# Syncollesis zetetea
Syncollesis zetetea là một loài bướm đêm trong họ Geometridae.